# Kawolo
Kawolo est une commune rurale située dans le département de Niankorodougou de la province de Léraba dans la région des Cascades au Burkina Faso.

## Éducation et santé
La commune accueille un dispensaire isolé.